# Cimarron (pel·lícula de 1960)
Cimarron és una pel·lícula estatunidenca dirigida per Anthony Mann, estrenada el 1960. Ha estat doblada al català.

## Argument[2]
El 1889, el Govern federal dels Estats Units obre a la colonització els territoris encara verges d'Oklahoma. Parcel·les de terreny són atorgades graciosament als primers arribats. El dia D, els colons es congreguen al llarg de la frontera abans de la riuada; entre ells Yancey Cravat, anomenat Cimarrón, que vol convertir-se en ranxer després d'haver estat successivament jugador, bandit i advocat. Ha convençut la seva jove esposa Sabra de seguir-lo en aquesta aventura. Yancey troba el seu vell amic Sam Pegler, fundador del diari Texas Wigwam, rebatejat en la circumstància Oklahoma Wigwam. Sam és acompanyat de la seva dona Mavis i de l'obrer impressor Jesse Rickey.
Tanmateix, Sam Pegler mor aixafat per un carretó i Yancey és avançat per una competidora en el terreny que cobejava. S'instal·la doncs a la ciutat d'Osage on agafa a contracor la successió de l'editor del diari. No pot impedir el linxament d'un indi pel qual havia pres partit abans en un altercat amb pioners, però abat el conductor. Durant aquest temps, Sabra ha donat a llum. Quan Yancey imprimeix els avisos de recerca de William Hardy anomenat « The Cherokee Kid », Wes Jennings i Hoss Barry, tres delinqüents convertits en bandits, es lamenta de no haver-se ocupat més de William, de qui va conèixer el pare, per dur-lo pel recte camí. Un atac al tren seguit de la presa com a ostatge d'una escola se salda amb la mort dels fugitius i Yancey queda profundament afectat. Paral·lelament, el seu antic amor Dixie li reconeix que l'ha suplantat el primer dia a l'indret on pensava instal·lar-se en l'esperança decebuda que vulgui anar amb ella.

## Repartiment
- Glenn Ford: Yancey Cravat
- Maria Schell: Sabra Cravat
- Anne Baxter: Dixie Lee
- Arthur O'Connell: Tom Wyatt
- Russ Tamblyn: William «Cherokee Kid» Hardy
- Mercedes McCambridge: Sarah Wyatt
- Vic Morrow: Wes Jennings
- Robert Keith: Sam Pegler
- Charles McGraw: Bob Yountis
- Harry Morgan: Jessie Rickey
- David Opatoshu: Sol Levy
- Aline MacMahon: Mavis Pegler
- Lili Darvas: Felicia Venable
- Edgar Buchanan: el jutge Neal Hefner
- Mary Wickes: Neal Hefner
- Royal Dano: Ike Howes
- L.Q. Jones: Millis
- George Brenlin: Hoss Barry
- Vladimir Sokoloff: Jacob Krubeckoff

## Premis i nominacions
Nominacions
- 1961: Oscar a la millor direcció artística per George W. Davis, Addison Hehr, Henry Grace, Hugh Hunt i Otto Siegel
- 1961: Oscar al millor so per Franklin Milton (Metro-Goldwyn-Mayer SSD)

## Al voltant de la pel·lícula
Aquesta pel·lícula és una nova adaptació de la novel·la homònima d'Edna Ferber publicada el 1929, després de Cimarron dirigida per Wesley Ruggles el 1931.